# Лян, Эвондер
Эвондер Лян (англ. Awonder Liang; род. 9 апреля 2003, Мадисон) — американский шахматист, гроссмейстер (2017).

## Шахматная карьера
Эвондер Лян считается шахматным вундеркиндом, он является самым молодым американским шахматистом, победившим международного мастера (2011) и гроссмейстера (2012) в классической рейтинговой игре.
Победитель чемпионатов США среди юниоров 2017, 2018 и 2019 гг. Разделил 3-4 место (с Л. Домингесом Пересом) в чемпионате США 2022 года.
Победитель юношеских чемпионатов мира в категориях до 8 лет (2011) и до 10 лет (2013).
Участник двух чемпионатов мира среди юниоров:
- 2017 (+5 −2 =4, 11-е место из 148);
- 2018 (+5 −3 =3, 28-е место из 165).

Участник двух Американских континентальных чемпионатов:
- 2016 (+5 −2 =4, 10-е место из 81);
- 2018 (+5 −1 =5, 18-е место из 167).

Участник Кубка мира по шахматам 2023 года в Баку (Азербайджан), где выбыл из борьбы во втором туре, уступив на тай-брейке М. Йылмазу.
По состоянию на апрель 2024 года занимал 12-ю позицию в рейтинг-листе американских шахматистов.

## Спортивные результаты
| Год  | Город             | Турнир                                         | + | − | = | Результат | Место |
| ---- | ----------------- | ---------------------------------------------- | - | - | - | --------- | ----- |
| 2014 | Арлингтон         | «2nd Annual DC International»                  | 5 | 2 | 2 | 6 из 9    | [ 4 ] |
| 2015 | Филадельфия       | «9th Annual Philadelphia Open»                 | 4 | 2 | 3 | 5½ из 9   | [ 5 ] |
|      | Даллас            | «2015 UTD Fall FIDE Open»                      | 3 | 2 | 4 | 5 из 9    | [ 6 ] |
| 2016 | Сан-Сальвадор     | «American Continental Chess Championship 2016» | 5 | 2 | 4 | 7 из 11   | [ 7 ] |
| 2017 | Сент-Луис         | «2017 Spring Chess Classic — Group B»          | 6 | 0 | 3 | 7½ из 9   | [ 8 ] |
|      | Уилинг (Иллинойс) | «26th Annual Chicago Open»                     | 5 | 1 | 3 | 6½ из 9   | [ 9 ] |
|      |                   |                                                |   |   |   | из        |       |

## Изменения рейтинга
| Графики недоступны из-за технических проблем. См. информацию на Фабрикаторе и на mediawiki.org. |